# 애프터썬
"애프터썬"(영어: Aftersun)은 2022년 개봉한 드라마 영화이다. 샬럿 웰스가 감독과 각본을 맡았다. 2022년 칸 영화제 국제비평가주간에서 전 세계 최초로 공개되었다.

## 시놉시스
소피는 낡은 캠코더에서 20년 전, 아버지와 튀르키에 여행 기록을 발견했다. 10대 소녀였던 자신과 나이 차이가 얼마 안 나는 아버지, 캘럼과의 따사롭던 추억을 되살리던 중 아버지에 관한 비밀을 알아버리는데...

## 출연진

### 주연
- 폴 메스칼 - 캘럼[1] 역
- 프랭키 코리오 - 소피[2] 역

### 조연
- 셀리아 롤슨-홀 - 어른 소피 역
- 케일리 콜먼 - 제인 역
- 샐리 메샴 - 벨린다 역

## 기타
- 딸인 소피가 스코틀랜드 에든버러를 연고로 하는 스코티시 프리미어십 소속의 축구팀인 하트 오브 미들로시언의 유니폼을 입고 나온다. 작중에서 캘럼과 소피의 출신지가 에든버러인 것을 적용한 듯.